# Национальная гвардия Пакистана
Национальная гвардия Исламской Республики Пакистан (урду پاسبانِ قومی پاکستان‎) — государственная военная организация Пакистана, входящая в состав его вооружённых сил.

## История
Национальная гвардия Пакистана была основана в 1948 году в качестве армейского резерва страны. Изначально данное формирование пополнялось добровольцами, в составе которых были и женские батальоны, позже сформировавшие женскую национальную гвардию Пакистана.

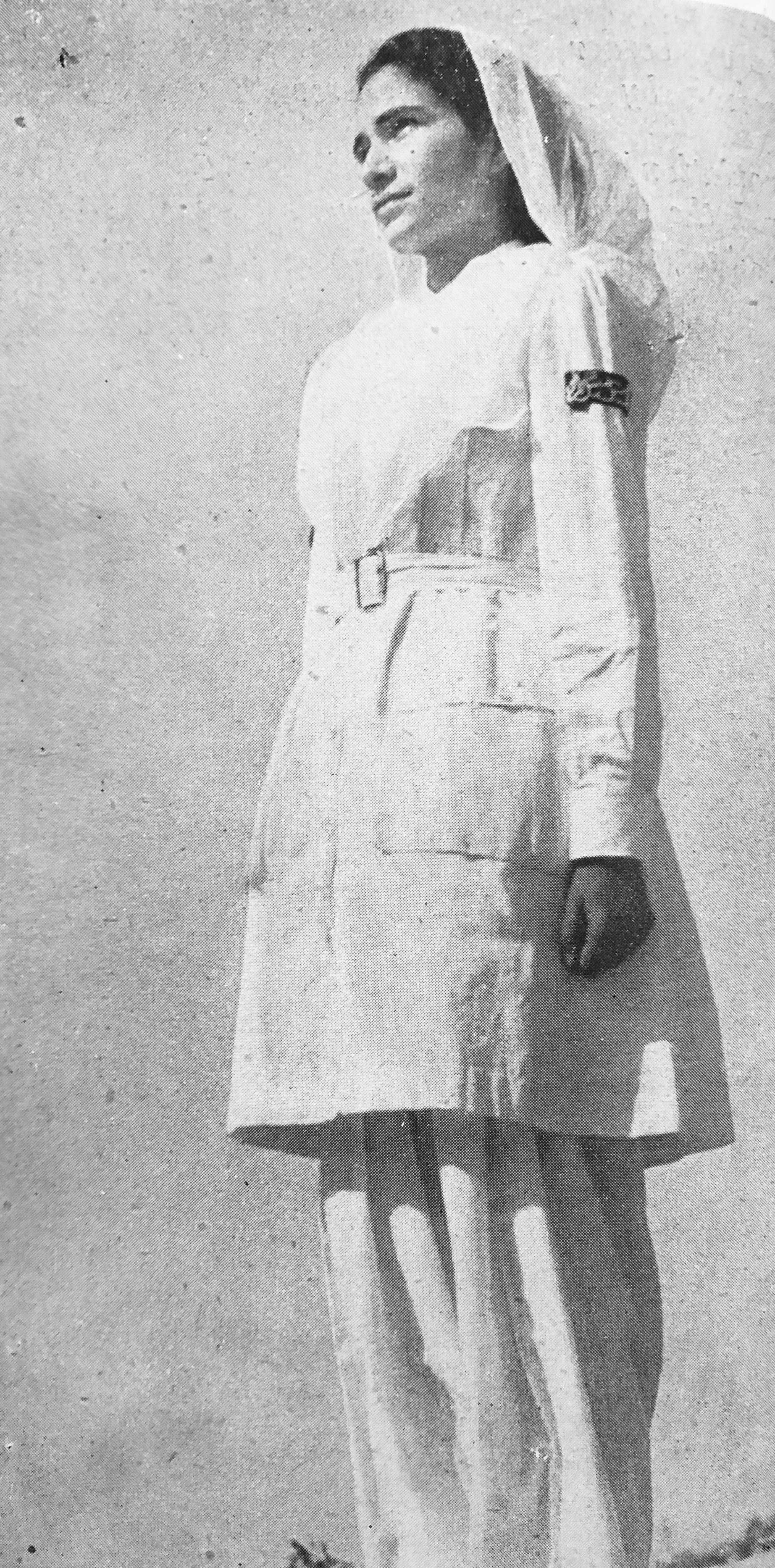
Военнослужащая национальной гвардии в Западном Пакистане

Первого командующего национальной гвардией Пакистана утвердил премьер-министр Пакистана Лиакат Али Хан, и им стал бригадный генерал Саид Шахид Хамид.

## Структура
Общее командование национальной гвардией осуществляет начальник штаба армии Пакистана.
В настоящее время организационная структура национальной гвардии Пакистана представляет собой совокупность двух подразделений:
- Силы моджахедов — военизированный полк, являющийся по сути армейским резервом регулярной армии, оказывающим последней содействие в случае чрезвычайных ситуаций и военных конфликтов.
- Отряд «Джанбаз» — военизированное подразделение, основными задачами которого является эксплуатация систем противовоздушной обороны.

Ранее в состав Национальной гвардии входили также два других подразделения, а именно:
- Женская национальная гвардия (распущена в 2002 году)[6].
- Национальный кадетский корпус (распущен в 2002 году)[7].